# Hůra (Vítkovská vrchovina)
Hůra je zalesněný dominantní vrchol tyčící se nad údolím Plesenského potoka. Má nadmořskou výšku 274 m n. m. a patří k Plesné, městskému obvodu města Ostravy v Moravskoslezském kraji. Hůra je zalesněným předvrcholem masivu části Plesné nazývané Žižkov s vrcholem 287 m n. m. Jižní úpatí kopce je hranicí pohoří Nízký Jeseník (resp. jeho podčásti Vítkovské vrchoviny).

## Další informace
V údolí pod kopcem (nedaleko od soutoku Plesenského potoka a potoka Šibránek) byl nalezen souvek Pustkovecký bludný balvan.
Poblíže vrcholu vede cesta silnice č. 469 z Poruby do Plesné. Vrchol je přístupný po lesních neznačených stezkách.
Pod kopcem, údolím Plesenského potoka vede žlutá turistická značka z Poruby do Plesné.
Pod kopcem jsou také bývalé rybníky (dnes mokřady).

## Galerie

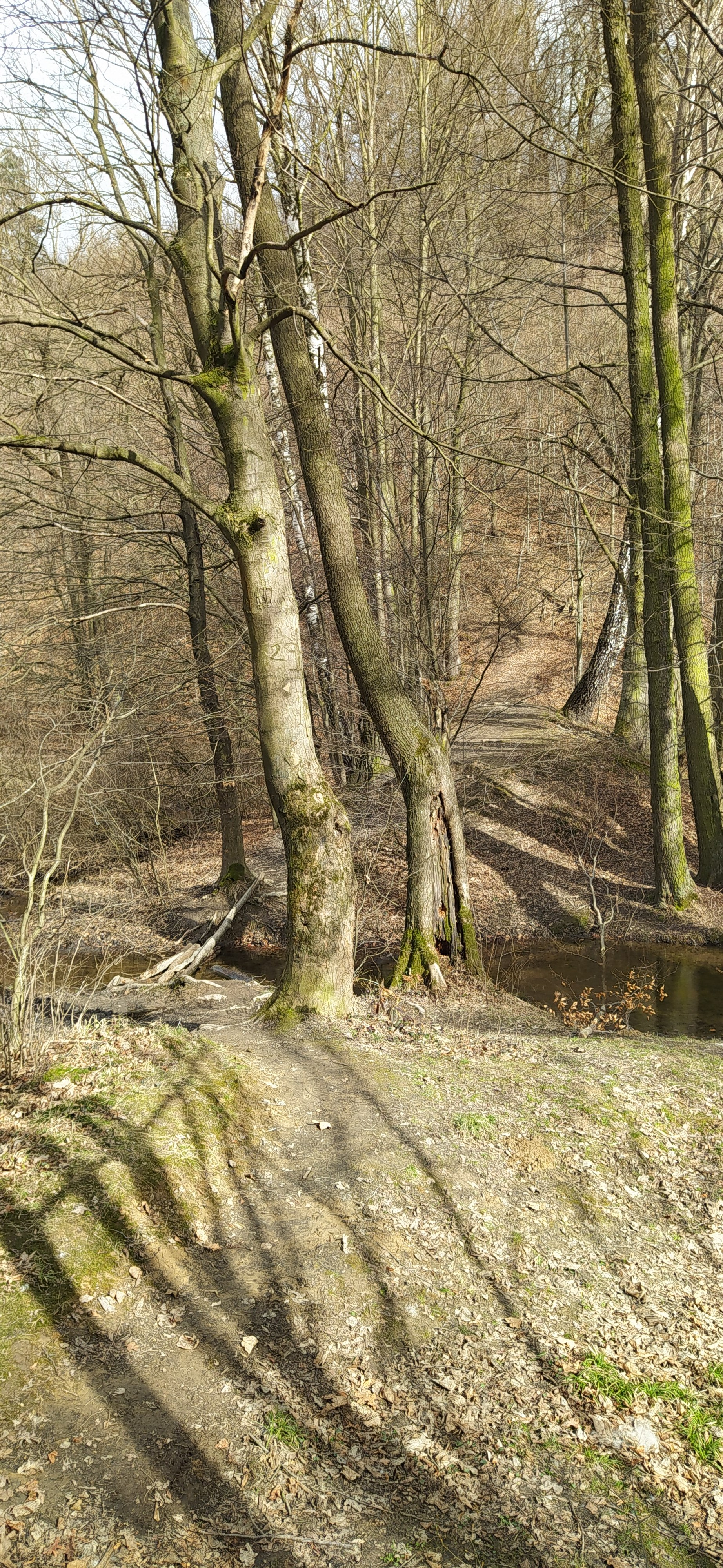
Lesní stezka na vrchol Hůra ležící na hrázi bývalého rybníka v údolí Plesenského potoka